# Бредету (Арджеш)
Бредету (рум. Brădetu) — село у повіті Арджеш в Румунії. Входить до складу комуни Бредулец.
Село розташоване на відстані 143 км на північний захід від Бухареста, 50 км на північ від Пітешть, 132 км на північний схід від Крайови, 76 км на південний захід від Брашова.

## Населення
За даними перепису населення 2002 року у селі проживали 472 особи, усі — румуни. Усі жителі села рідною мовою назвали румунську.